# NGC 6003
NGC 6003 este o galaxie lenticulară situată în constelația Șarpele. A fost descoperită în 19 iunie 1879 de către Édouard Stephan⁠(d). Se află la o distanță de 61,8 de megaparseci de Pământ.